# Kukułka Traunsteinera
Kukułka Traunsteinera (Dactylorhiza traunsteineri) – gatunek byliny należący do rodziny storczykowatych (Orchidaceae). Inne nazwy zwyczajowe w języku polskim: stoplamek Traunsteinera, storczyk Traunsteinera. Wegetację rozpoczyna w kwietniu.

## Występowanie
W północnej, środkowej i zachodniej Europie. W Polsce występuje głównie na rozproszonych stanowiskach, na Pomorzu, Mazurach, Śląsku, w Tatrach i w Sudetach (Pogórze Kaczawskie).

## Morfologia
PokrójRoślina wieloletnia, wyrasta z podziemnej bulwy.
ŁodygaDelikatna, cienka, dołem zielona, górą fioletowa osiąga wysokość do 50 cm.
LiścieWąskie, lancetowate, pokryte ciemnymi plamkami.
KwiatZebrane w kłos na szczycie pojedynczego pędu, czerwone średniej wielkości. Kwitnie od czerwca do początku lipca.
OwoceTorebka z nasionami. Nasiona rozsiewane są przez wiatr.

## Biologia i ekologia
Rośnie na podmokłych łąkach i torfowiskach. Wymaga gleb wilgotnych, umiarkowanie żyznych, o odczynie od lekko kwaśnego do lekko zasadowego. Roślina mrozoodporna, bez okrywy śnieżnej znosi dobrze niskie temperatury.

## Zagrożenia i ochrona
Gatunek objęty w Polsce ochroną ścisłą. Roślina umieszczona na liście roślin zagrożonych w Polsce.
Największym zagrożeniem dla kukułki Traunsteinera stanowi zarastanie stanowisk. W pewnym stopniu roślinie zagrażają również ludzie (zadeptywanie, zrywanie).